# 元澄
元 澄（げん ちょう、467年 - 519年）は、北魏の皇族。任城文宣王。字は道鏡。

## 経歴
任城王拓跋雲と孟氏のあいだの長男として生まれた。481年（太和5年）、父が死去すると、任城王の爵位を嗣ぎ、征北大将軍の号を加えられた。485年（太和9年）、柔然が北辺に侵攻してくると、元澄は使持節・都督北討諸軍事の任を加えられて柔然を討った。その後、西方で氐・羌といった諸民族が北魏の統治に反抗すると、元澄は都督梁益荊三州諸軍事・征南大将軍・梁州刺史に任じられてその対処にあたった。氐の楊仲顕・婆羅・阿卜珍兄弟や苻叱盤らを帰順させ、北魏の官職を与えて切り崩していった。
後に征東大将軍・開府・徐州刺史に任じられ、治績を挙げた。平城に召還されて中書令となり、さらに尚書令に転じた。492年（太和16年）、南朝斉の使者として庾蓽が來朝すると、元澄は風儀と礼法にすぐれたところを見せ、七言詩を賦してその文雅を讃えられた。
493年（太和17年）、孝文帝は南征の体裁をとって洛陽遷都を実行した。このとき元澄は孝文帝に協力して、遷都の計画を策定した。撫軍大将軍・太子少保に任じられ、尚書左僕射を兼ねた。平城に赴いて洛陽遷都を公表し、滑台で孝文帝に報告した。孝文帝の鄴への巡幸に従い、吏部尚書に任じられた。
494年（太和18年）、孝文帝が北巡すると、元澄は洛陽の留守を預かった。孝文帝が洛陽に帰還すると、元澄は再び尚書右僕射を兼ねた。南朝斉の宣城公蕭鸞が蕭昭文を殺害すると、南朝斉の雍州刺史の曹虎が北魏への帰順を申し出てきた。孝文帝の親征の是非について北魏の群臣の意見は分かれ、元澄は李沖とともに親征に反対したが、孝文帝は反対を振り切り自ら南伐の軍を指揮した。495年（太和19年）、元澄は従軍して、懸瓠まで進んだが、重病のために洛陽に帰還した。孝文帝が洛陽に帰ると、元澄は群臣たちとともに清徽堂の夜宴に参加した。孝文帝の鄴への巡幸に従い、洛陽に帰還した。
496年（太和20年）、公務の失敗のために免官された。まもなく吏部尚書を兼ねた。恒州刺史の穆泰が反乱を起こすと、元澄は節を受けて、行恒州事となり、雁門に急行して穆泰を捕らえた。497年（太和21年）、孝文帝が平城に巡幸すると、元澄は労をねぎらわれ、正式に尚書となった。孝文帝が南征の軍を起こすと、元澄は洛陽の留守を任され、再び尚書右僕射を兼ねた。
499年（太和23年）、南朝斉の太尉の陳顕達が漢陽に侵攻してきた。このとき孝文帝は病床にあったが、親征を公表すると、元澄は帝の南伐に従った。4月、孝文帝が死去すると、元澄は遺命を受けて後事を託された。宣武帝が即位し、南朝斉の降人の厳叔懋が尚書令王粛の南朝斉との通謀を告発すると、元澄はこれを信じて告発に加担した。元澄は咸陽王元禧や北海王元詳らによる糾弾を受けて、免官され邸に帰った。
まもなく平西将軍・梁州刺史に任じられたが、老母のことを理由に受けなかった。また安東将軍・相州刺史に任じられたが、やはり固辞した。安西将軍・雍州刺史に任じられた。501年（景明2年）、都督淮南諸軍事・鎮南大将軍・開府・揚州刺史となった。任地で孫叔敖の墓を封じ、蒋子文の廟を破壊した。たびたび南征の軍を起こすよう求めたが、宣武帝は許さなかった。母のことを理由に揚州刺史の任を解くよう願い出たが、聞き入れられなかった。
502年（景明3年）、南朝梁の将軍の張囂之が木陵戍を陥落させると、元澄は輔国将軍の成興を派遣して撃破させ、木陵戍を奪回した。503年（景明4年）3月、長風戍主の奇道顕を派遣して南朝梁の陰山戍を攻撃させ、その戍主の梅興祖を斬らせた。さらに白藁戍を攻めさせ、南朝梁の寧朔将軍の呉道爽を斬らせた。元澄は蕭宝寅や陳伯之らを率いて淮南の計略にあたり、鍾離を攻撃したが、淮水の増水にはばまれて寿春に撤退した。
後に元澄は鎮北大将軍・定州刺史に任じられた。母の孟氏が死去すると、辞職して喪に服した。喪が明けると、太子太保に任じられた。このころ高肇が北魏の朝廷で権勢をふるい、皇族の抑制を図ったため、元澄は保身のために終日酒を飲み明かし、退廃した生活を送ってみせた。その演技が行きすぎていたため、狂となったと当時に噂された。
515年（延昌4年）1月、宣武帝が死去し、孝明帝が即位すると、元澄は尚書令に任じられた。さらに散騎常侍・驃騎大将軍の位を加えられた。8月、司空に転じ、侍中の任を加えられた。まもなく尚書令を兼ねた。南朝梁の軍が浮山で淮水をせきとめる堰を作り、寿春を冠水させると、元澄は使持節・大将軍・大都督・南討諸軍事に任じられて、10万の兵を率いて出征することとなった。しかし淮水の堰は自壊したため、この南征は行われなかった。
このころ元澄は『皇誥宗制』と『訓詁』の各1巻を作って上表するなど、たびたび霊太后に意見して、取りあげられることも多かった。519年（神亀2年）5月、司徒公に任じられた。12月、死去した。享年は53。仮黄鉞・使持節・都督中外諸軍事・太傅・太尉公の位を追贈された。諡は文宣王といった。

## 妻子

### 妻
- 李氏（? - 501年、長安で死去した）
- 馮令華（馮熙の娘）

### 子
- 元順
- 元淑（早逝）
- 元斐（早逝）
- 元彝
- 元紀（字は子綱。永熙年間に給事黄門侍郎。孝武帝の西遷に従い、西魏の尚書左僕射・華山郡王となった）

### 女
- 新豊公主（杜攢の妻）
- 元氏（王翊（王粛の兄の王琛の子）の妻）

## 伝記資料
- 『魏書』巻19中 列伝第7中
- 『北史』巻18 列伝第6
- 魏上宰侍中司徒公領尚書令太傅領太尉公仮黄鉞九錫任城文宣王文竫太妃墓誌銘（馮令華墓誌）
- 雍州刺史任城王妃李氏墓誌